# San Vicente y las Granadinas en los Juegos Olímpicos
San Vicente y las Granadinas en los Juegos Olímpicos está representada por el Comité Olímpico de San Vicente y las Granadinas, creado en 1982 y reconocido por el Comité Olímpico Internacional en 1987.
Ha participado en diez ediciones de los Juegos Olímpicos de Verano, su primera presencia tuvo lugar en Seúl 1988. El equipo olímpico no ha obtenido ninguna medalla en las ediciones de verano.
En los Juegos Olímpicos de Invierno San Vicente y las Granadinas no ha participado en ninguna edición.

## Medallero

### Por edición
Juegos Olímpicos de Verano
| Evento              | Oro | Plata | Bronce | Total |
| ------------------- | --- | ----- | ------ | ----- |
| Seúl 1988           | 0   | 0     | 0      | 0     |
| Barcelona 1992      | 0   | 0     | 0      | 0     |
| Atlanta 1996        | 0   | 0     | 0      | 0     |
| Sídney 2000         | 0   | 0     | 0      | 0     |
| Atenas 2004         | 0   | 0     | 0      | 0     |
| Pekín 2008          | 0   | 0     | 0      | 0     |
| Londres 2012        | 0   | 0     | 0      | 0     |
| Río de Janeiro 2016 | 0   | 0     | 0      | 0     |
| Tokio 2020          | 0   | 0     | 0      | 0     |
| París 2024          | 0   | 0     | 0      | 0     |
| TOTAL               | 0   | 0     | 0      | 0     |